# Jordann Yéyé
Jordann Yéyé (* 2. November 1988) ist ein französischer Fußballspieler. 

## Karriere
Yéyé verließ seinen Jugend- und auch ersten Profiverein Olympique Noisy-le-Sec bereits mit 19 Jahren, blieb aber in Frankreich. Für Stade Reims spielte der Franzose nur in der zweiten Mannschaft des Klubs. Danach ging es für Jordann Yéyé in der dritthöchsten Klasse Belgiens bei Royal Excelsior Virton weiter, wo er 113 Pflichtspiele absolvierte und 16 Tore schoss. Nachdem er 2014 vereinslos war, kam er ab dem Jahre 2015 beim luxemburgischen Erstligisten FC Differdingen 03 unter Vertrag. Dort absolvierte er 59 Ligaspiele, in denen er 10 Toren erzielte, bevor er 2018 zum F91 Düdelingen wechselte. Hier konnte Yeye am Ende der Saison erstmals die Meisterschaft feiern. Im Juni 2019 wechselte Yéyé per Leihbasis zu Swift Hesperingen. Dort kam der Stürmer auf nur 4 Ligaspiele, schaffte mit dem Team jedoch den Aufstieg in die BGL Ligue. Anschließend kehrte er zum F91 zurück und wechselte im Sommer 2021 in seine Heimat zum Sechstligisten EF Reims Sainte-Anne. 

## Erfolge
- Luxemburgischer Pokalsieger: 2015
- Luxemburgischer Ligapokalsieger: 2018
- Luxemburgischer Meister: 2019
- Aufstieg in die BGL Ligue mit Swift Hesperingen: 2020